# Rozmar
Rozmar (v originále Le Bon Plaisir) je francouzský hraný film z roku 1984, který režíroval Francis Girod podle stejnojmenného románu Françoise Girouda. Snímek měl světovou premiéru dne 18. ledna 1984.

## Děj
Ambiciózní muž, s nímž měla kdysi Claire Després poměr, se stal prezidentem Francouzské republiky. Claire někdo ukradne kabelku, ve které si uchovávala dopis zaslaný tímto milencem. Přečtením tohoto dopisu by třetí strana mohla pochopit, že se z jejich poměru narodilo dítě. Claire o krádeži informuje prezidenta. Ministr vnitra na jeho pokyn udělá vše pro to, aby dopis našel a zabránil odhalení existence tohoto nemanželského dítěte. Zloděj Pierre si dopis přečte a mluví o něm s novinářem, pro kterého občas pracoval jako překladatel. Z novinářova pátrání vyplývá, že rukopis v tomto dopise je rukopisem hlavy státu.

## Obsazení
| Catherine Deneuve       | Claire Després                          |
| Michel Serrault         | ministr vnitra                          |
| Jean-Louis Trintignant  | prezident republiky                     |
| Michel Auclair          | Herbert                                 |
| Hippolyte Girardot      | Pierre                                  |
| Claude Winter           | prezidentova žema                       |
| Matthew Pillsbury       | Mike Després                            |
| Alexandra Stewart       | Julie Hoffman                           |
| Janine Darcey           | Berthe                                  |
| Michel Berto            | manžel Berthe                           |
| Jacques Sereys          | sekretář ministerstva zahraničních věcí |
| Michel Boisrond         | premiér                                 |
| Jacques Doniol-Valcroze | advokát                                 |
| Yvette Étiévant         | prezidentova sekretářka                 |
| Viviane Blassel         | rozhlasová hlasatelka                   |
| Jérôme Godefroy         | novinář z rozhlasu                      |
| Maurice Horgues         | ředitel rozhlasu                        |
| Philippe Brizard        | prezidentův komorník                    |
| Laurence Masliah        | mladá žena v letadle                    |
| Christine Ockrent       | novinářka                               |
| Régis Wargnier          | novinář v letadle                       |
| Roger Cazes             | ředitel pivnice Lipp                    |

## Ocenění
- César: nominace v kategoriích nejslibnější herec (Hippolyte Girardot) a nejlepší adaptace (Francis Girod a François Giroud)